# Nueva Ética
Nueva Ética est un groupe de punk hardcore argentin, originaire de Buenos Aires. Les membres du groupe mènent un mode de vie straight edge et végan, des thèmes qui font partie des textes de leurs chansons.

## Biographie
Le groupe est formé en 1998 par les chanteurs Mariano Punga, Beto Bulldog et Gerardo Macumbado, accompagnés des guitaristes Javier Casas et Lisandro Pitbull, du bassiste Javier Shana et du claviériste Bruno Tuko. En 1999, Nueva Ética enregistre sa première démo-CD. Le groupe gagne rapidement en notoriété dans la scène brésilienne, puis de même en 2002 en Uruguay et au Chili grâce à la sortie d'un premier album, La Venganza de los justos. Le groupe signe un contrat avec les labels New Eden Records (Amérique du Nord) et Alveran Records (Europe). Le 26 mai 2006, leur deuxième album, Inquebrantable, est publié. L'album est mixé par le producteur suédois Tue Madsen (Sick of It All, The Haunted et Raunchy).
En 2007, le groupe tourne en Europe. En mai 2008 sort leur troisième album Momento de la verdad chez Vegan Records. En novembre, il est suivi par 3L1T3 aux labels Inmune Records et Alveran Records. En mars 2009, Nueva Etica joue en Argentine, au Brésil, au Pérou, en Colombie et au Costa Rica pour sa tournée sud-américaine 3L1T3 Tour. En août, le groupe tourne en Europe passant dans des pays comme l'Allemagne, la France, l'Italie, la Belgique, la Pologne, l'Autriche, le Royaume-Uni et l'Espagne. Nueva Ética joue aux côtés de Death Before Dishonor. Le 2 et 10 mai 2009, Nueva Ética joue pour la première fois au Japon, dans des villes comme Kashima, Koriyama, Kōbe, Tokyo, Niigata et Yokohama.

## Discographie
- 2002 : La Venganza De Los Justos
- 2006 : Inquebrantable (Alveran Records, New Eden Records)
- 2008 : Momento de la Verdad (Alveran Records, Vegan Records)
- 2008 : 3L1T3 (Alveran Records, Inmune Records)